# Joe Foss
Joseph Jacob Foss, detto Joe (Sioux Falls, 17 aprile 1915 – Scottsdale, 1º gennaio 2003), è stato un militare, aviatore e politico statunitense che prestò servizio nella United States Marine Corps come ufficiale aviatore durante la seconda guerra mondiale.
Fu uno degli assi statunitensi.

## Biografia
Nato nello Stato del Dakota del Sud, figlio di Olouse e Mary Lacey Foss. All'età di dodici anni vide Charles Lindbergh e ne rimase impressionato. All'University of South Dakota riuscì ad inserire un corso di volo e accumulò 100 ore di esercitazioni
Inizialmente era impegnato al Marine Photographic Squadron 1 (VMO-1) situato nella Naval Air Station North Island a San Diego, stato della California, ottenne quindi un trasferimento al Marine Fighting Squadron 121 VMF-121 come ufficiale. Sposò June Shakstad nel 1942
Riuscì ad abbattere 26 aerei nemici. Una volta ritirato dalla guerra e dalla guardia nazionale si diede alla politica diventando il ventesimo Governatore del Dakota del Sud.